# 海州市
38°02′N 125°43′E / 38.033°N 125.717°E
海州市（：／ Haeju si */?），是朝鲜民主主义人民共和国第七大城市，黄海南道首府，黃海道中「海」字的來源地。位于朝鮮半島西部三八线以北8公里处，距平壤100公里，濒临海州湾。在2000年時，人口約有236,000人，为重要港口与工业、商业城市。化学工业、水泥、鋼鐵冶煉廠、造紙等工业较发达。

## 行政區域
海州市轄下共有26洞及5里，分別為：
- 結城洞（결성동）
- 廣石洞（광석동）
- 廣河洞（광하동）
- 九濟洞（구제동）
- 南山洞（남산동）
- 大谷洞（대곡동）
- 龍塘洞（룡당동）
- 芙蓉洞（부용동）
- 四美洞（사미동）
- 山城洞（산성동）
- 新街道洞（새거리동）
- 西艾洞（서애동）
- 石美洞（석미동）
- 石川洞（석천동）
- 先山洞（선산동）
- 乘馬洞（승마동）
- 養士洞（양사동）
- 陽地洞（양지동）
- 煙霞洞（연하동）
- 榮光洞（영광동）
- 玉溪洞（옥계동）
- 挹坡洞（읍파동）
- 長春洞（장춘동）
- 鶴峴洞（학현동）
- 海雲洞（해운동）
- 海清洞（해청동）
- 神光里（신광리）
- 煙陽里（연양리）
- 迎陽里（영양리）
- 鵲川里（작천리）
- 長芳里（장방리）

## 歷史

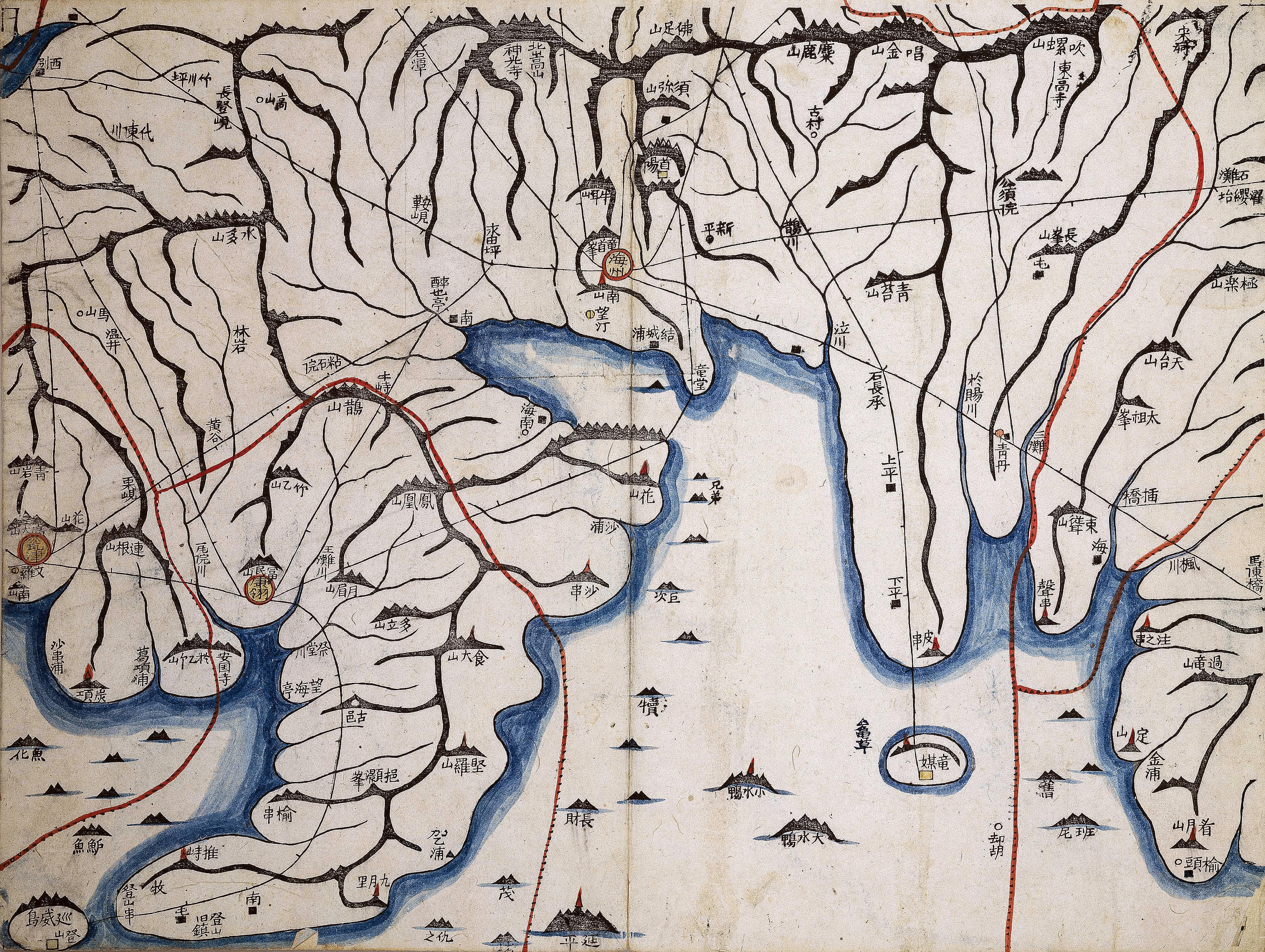
《大東輿地圖》(1861)，海州一帶

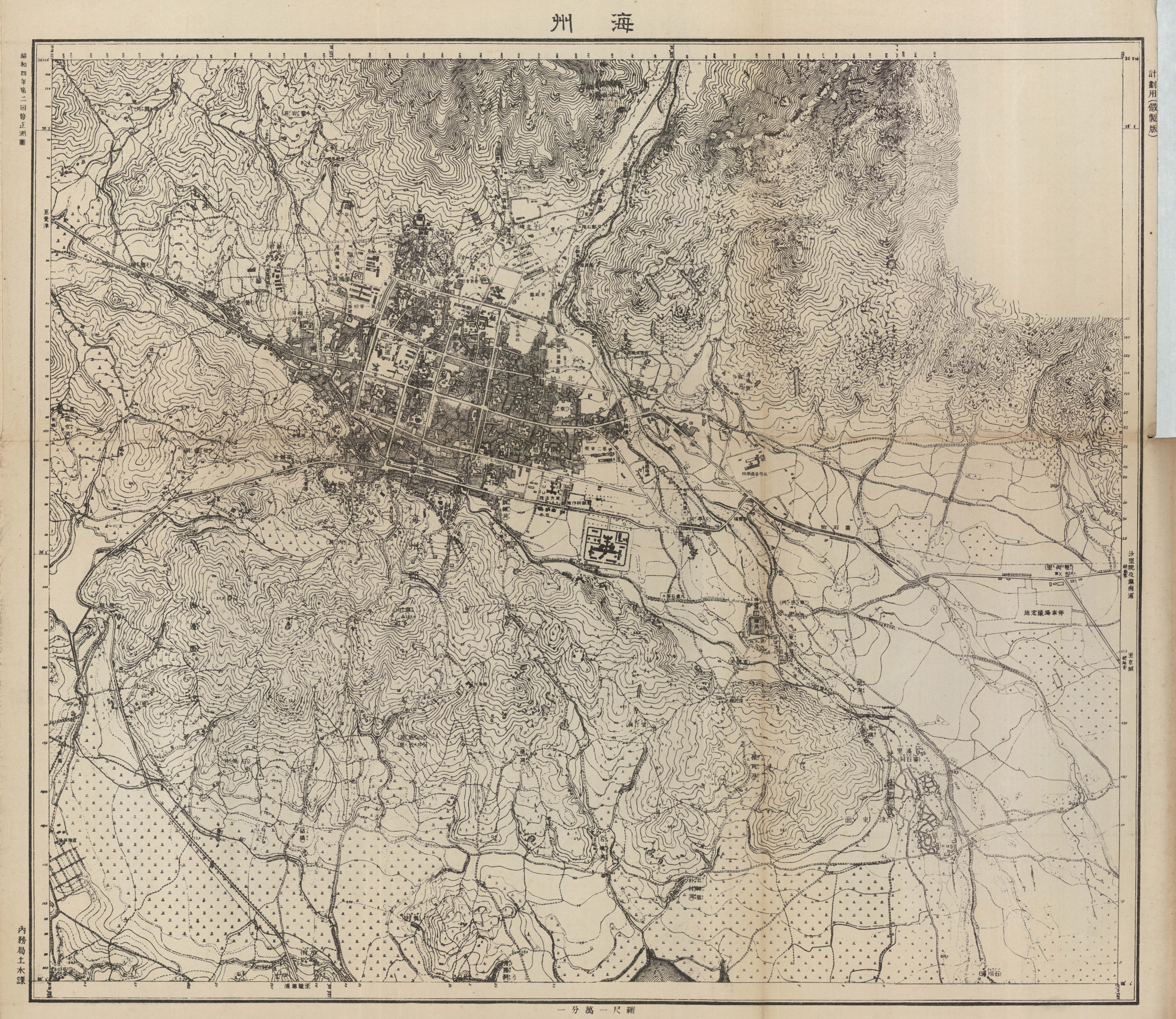
海州市中心地圖（1929年）

海州原名孤竹，汉属带方郡，高句丽时称内未忽郡、池城、長池，新罗文武王之后属汉州，景徳王二十一年（762年）改称瀑池。高丽太祖因其临海而改称“海州”，成宗时置州牧，后置节度使。显宗时废节度使，置安西都护府，为四都护府之一。睿宗时升为大都护府。高宗时复为州并置牧，并为朝鲜王朝所承。光海君时一度降格为县，仁祖元年复为州，高宗32年（1895年）设二十三府，海州升为海州府，下属十六郡，1896年置十三道，海州为黄海道首府，直至1954年黄海道分为黄海北道与黄海南道，海州成为黄海南道首府。

## 地理
- 境內山峰：
  - 首陽山，高946米；

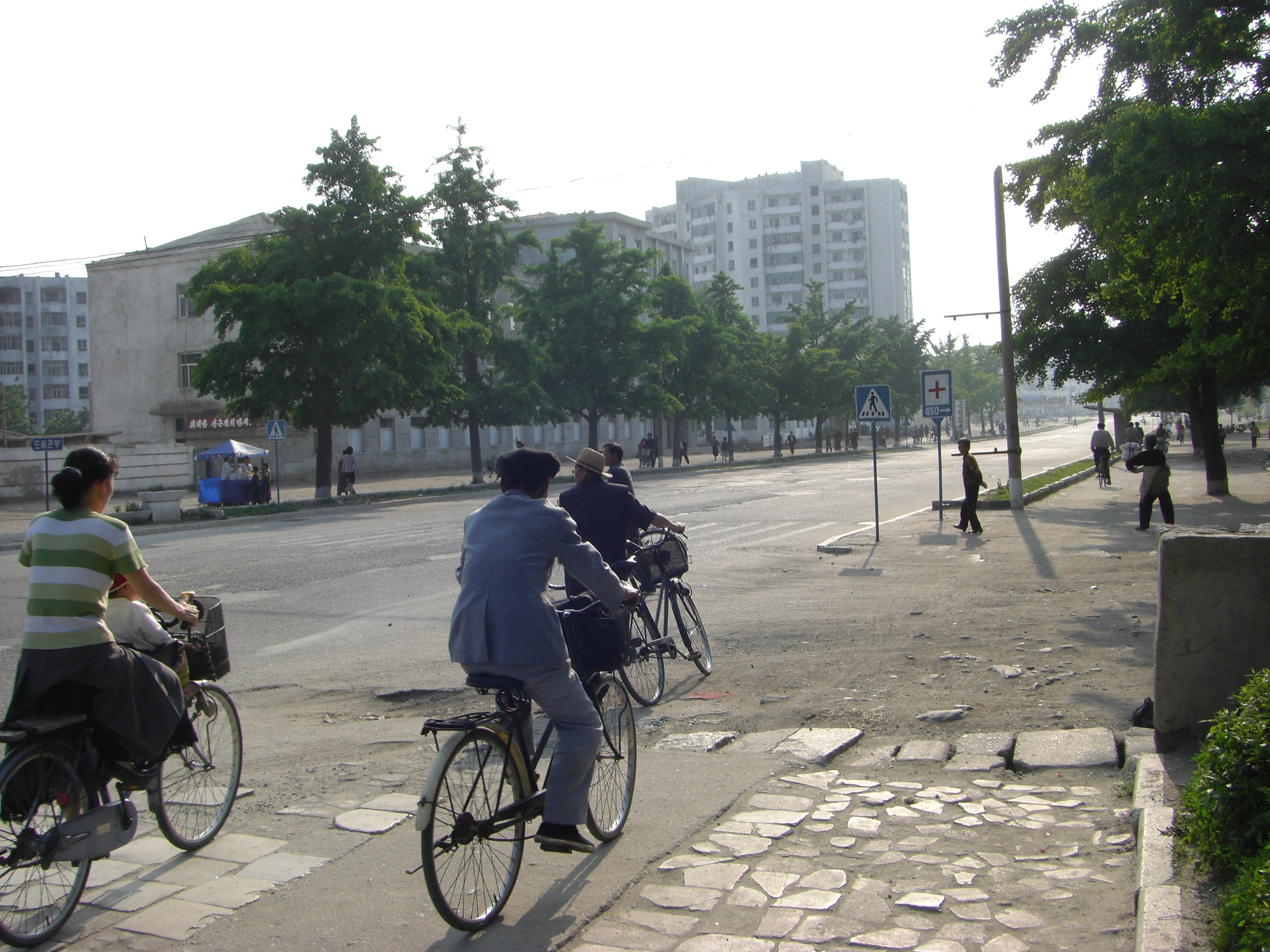
海州市街景

  - 將臺山 (Mountain Jangdae) ，高686米；
  - 南山 (Nam Hill) ，高122米。

### 氣候
- 全年的平均氣溫是攝氏10.5度；全年的總降雨量是1,147.5毫米；
- 1月份的平均氣溫是攝氏-4.8度；平均降雨量是15.5毫米；
- 2月份的平均氣溫是攝氏-2.6度；平均降雨量是14.9毫米；
- 3月份的平均氣溫是攝氏2.8度；平均降雨量是32.6毫米；
- 4月份的平均氣溫是攝氏9.9度；平均降雨量是67.2毫米；
- 5月份的平均氣溫是攝氏15.6度；平均降雨量是81.4毫米；
- 6月份的平均氣溫是攝氏20.0度；平均降雨量是119.7毫米；
- 7月份的平均氣溫是攝氏23.6度；平均降雨量是344.7毫米；
- 8月份的平均氣溫是攝氏24.7度；平均降雨量是259.7毫米；
- 9月份的平均氣溫是攝氏19.7度；平均降雨量是113.0毫米；
- 10月份的平均氣溫是攝氏13.1度；平均降雨量是38.2毫米；
- 11月份的平均氣溫是攝氏5.7度；平均降雨量是36.2毫米；
- 12月份的平均氣溫是攝氏-1.6度；平均降雨量是24.4毫米。

| 海州市                      | 海州市      | 海州市      | 海州市     | 海州市      | 海州市      | 海州市      | 海州市      | 海州市      | 海州市      | 海州市      | 海州市      | 海州市      | 海州市      |
| 月份                        | 1月         | 2月         | 3月        | 4月         | 5月         | 6月         | 7月         | 8月         | 9月         | 10月        | 11月        | 12月        | 全年        |
| --------------------------- | ----------- | ----------- | ---------- | ----------- | ----------- | ----------- | ----------- | ----------- | ----------- | ----------- | ----------- | ----------- | ----------- |
| 平均高温 °C（°F）           | −0.4 (31.3) | 1.8 (35.2)  | 7.8 (46.0) | 15.3 (59.5) | 20.5 (68.9) | 24.8 (76.6) | 27.7 (81.9) | 28.8 (83.8) | 24.8 (76.6) | 18.7 (65.7) | 11.2 (52.2) | 2.2 (36.0)  | 15.2 (59.4) |
| 平均低温 °C（°F）           | −8.7 (16.3) | −6.8 (19.8) | −1 (30)    | 5.6 (42.1)  | 11.0 (51.8) | 16.1 (61.0) | 21.2 (70.2) | 21.8 (71.2) | 16.1 (61.0) | 8.9 (48.0)  | 2.3 (36.1)  | −5.6 (21.9) | 6.7 (44.1)  |
| 平均降水量 mm（）           | 16 (0.6)    | 15 (0.6)    | 33 (1.3)   | 67 (2.6)    | 81 (3.2)    | 120 (4.7)   | 345 (13.6)  | 260 (10.2)  | 113 (4.4)   | 38 (1.5)    | 36 (1.4)    | 24 (0.9)    | 1,148 (45)  |
| 平均相對濕度（％）          | 67          | 64          | 63         | 64          | 68          | 76          | 85          | 79          | 71          | 66          | 68          | 70          | 70          |
| 月均日照時數                | 207.7       | 211.8       | 226.3      | 249.0       | 260.4       | 231.0       | 189.1       | 217.0       | 234.0       | 248.0       | 195.0       | 176.7       | 2,646       |
| 来源：Wetter Spiegel Online |             |             |            |             |             |             |             |             |             |             |             |             |             |

## 海州港口
海州一向是對中國海運貿易的港口，北韓穀物及水產集散地。
海州港：位於海州湾，能容納3,000公噸、5,000公噸及10,000公噸的貨車，主要處理圓柱形鋼材、機械、水泥、輕工業品、海產及糧食等。

## 觀光

### 市中心觀光點

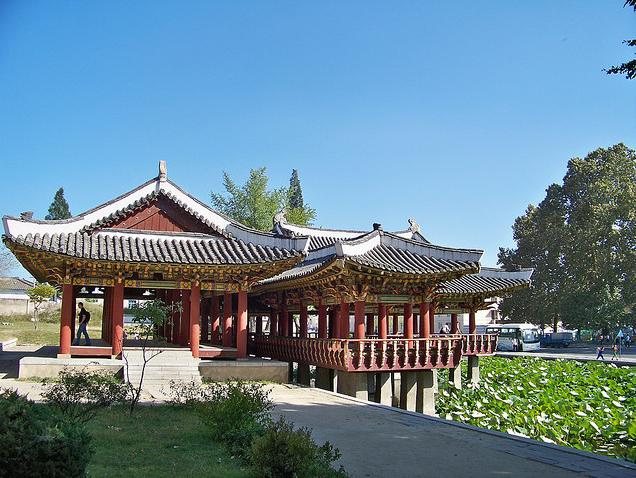
芙蓉堂

- 芙蓉堂：在公元1354年間，修築「海州城」時修築了水庫，以後長出荷花，花香遠近聞名。公元1500年間，再修建一座「凝香閣」樓亭；公元1526年，再建「芙蓉堂」，用一座橋樑與「凝香閣」連接。「芙蓉堂」有33根石柱支撐，房頂為歇山式，富有朝鮮民族風格，高10.5公呎，建築面積幾百平方公呎，是朝鮮的唯一水榭亭樓，海州八景之一的『芙蓉堂』，在1950年代的韓國戰爭(北韓稱：祖國解放戰爭)，被來襲的聯合國軍隊以地毯式轟炸遭到破壞。近期按原樣被重建了。
- 海州大雲寺
- 百濟時代的「清風樓」
- 蛇尾亭
- 熱濯亭
- 古代杉樹、古代杏樹、古代梨樹、海州的五層及七層宝塔等。
- 黃海南道階級教育館：佔地1,100平方公呎，設有序館及12個展覽廳，900多件資料，記錄50年代的韓國戰爭(北韓人稱：祖國解放戰爭)期間，攻打北韓的聯合國軍隊在北韓黃海南道所犯的各種非必要之戰爭破壞及殺害平民的事件。例如：在「樂淵礦竪井」對800多名北韓平民的大屠殺、在「殷栗郡」剖開懷孕九月的婦女，取出胚胎弄死的照片、在信川郡屠殺了全郡約四分之一人口(35,383人)、在海州-沙里院公路上屠殺30,000平民、使用國際禁用的生化武器及朝鮮的「九月山人民遊擊隊」的資料等。

### 附近觀光點

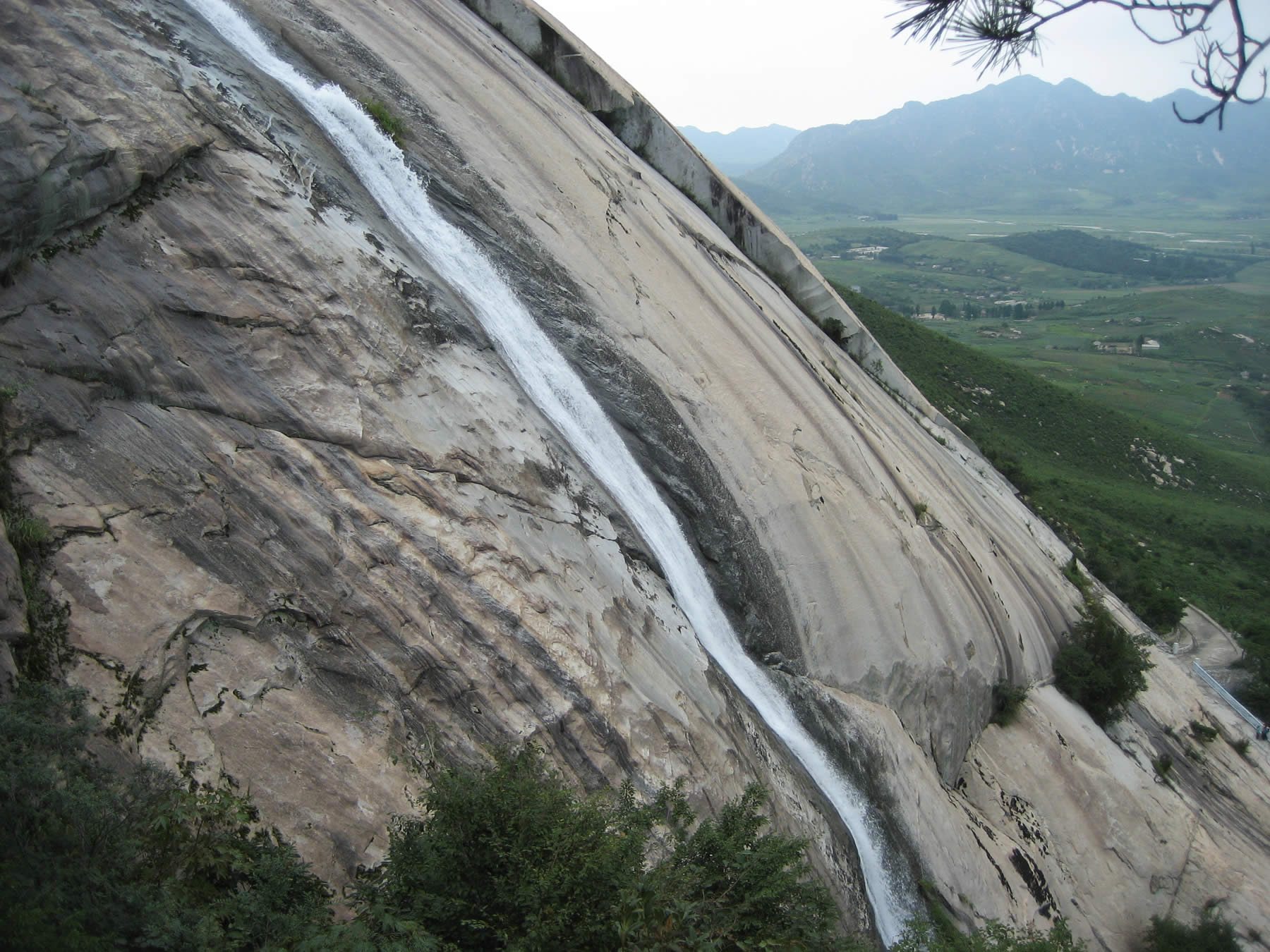
首陽山瀑布

- 志歡亭：位於黃海南道的「首陽山」上，原建於1790年，後來在50年代的韓國戰爭（北韓稱為：祖國解放戰爭)）時，被入侵的聯合國軍隊破壞，後來依原樣仿傚。這座亭紅柱綠瓦，它的一根柱子由一塊巨岩托起，岩縫湧出的「玉泉」，吸引許多觀光客來暢飲。
- 首陽山瀑布：位於海州市中區東北約8公里的瀑布，鄰近的首陽山的最高峰是946公呎。
- 石潭九曲：位於距離海州市中區西北約12公里的黃海南道的碧城郡之「石潭川」上遊。沿著「石潭川」有9道彎的長度達10公里的幽谷蜿蜒曲折，陡岩峭壁，叢林茂密，溪流鏗鏘有聲，彷如樂聲。其中第5彎的風光最秀麗。附近還有「瑤琴亭」、「紹賢書院」、「聽溪堂」等名勝建築。
- 首陽山城：百濟時代的軍事基地。2004年，「首陽山城遊園地」曾進行改建及擴建工程，鋪設了3,500公呎的遊覽路，新建了戲水場、瀑布浴池、噴泉、露天舞臺、看臺、多個亭臺樓閣、冷飲店、停車場等設施。
- 神光寺裡的五層塔：
- 海州石冰庫：位於市中心的「玉溪洞」，建造於元10世紀，是南北向的長形半地下建築。用一定形狀的花崗石，相隔1.4米，立12塊拱形骨架，上蓋大板石，彷似鐵路隧道。看來，這是為了擴大容量和使其堅固。冰庫內部長28.3米，寬4.5米，高約6米。冰庫頂用三合土覆蓋1.5米厚，其上面鋪了一層密密的草坪。它是為了儲存冰塊而建造的，是古代的冰箱。
- 陀羅尼石幢
- 兄弟島：海州市中心以東南約11公里的兩個小島，早上乘船出發，可以在島上游泳或抓貝類海產，晚上才回海州市中心。
- 甕津溫泉

## 高等院校
- 金鍾泰海州第一師範大學
- 海州师范大学
- 海州醫科大學(高麗醫學)
- 海州輕工業大學
- 金濟元海州農業大學
- 金容朱海州輕工業專科大學
- 海州共產大學

## 交通
- 公路
  - 平壤市離海州市約有140公里，離開平壤市到黃海北道的首府：沙里院約需66公里後，順著西南的公路再走20公里就有載寧療養所，稍微休息後走進載寧邑走到往南的分差道即可。載寧邑離海州市祇有31公里的距離。
  - 「海州市」至「新元郡」約54公里；
  - 「海州市」至沙里院市約74公里；
  - 「海州市」至「黃州郡」約100公里；
  - 「海州市」至「中和郡」約120公里；
  - 「海州市」至平壤市約140公里。
- 鐵路
  - 海州青年站

為甕津線與白川線的起點站、黃海青年線的終點站。可由黃海青年線接平義線，是首都平壤的南大門。
- 海州機場
  - 军民两用机场（IATA： HAE），位置：北緯 38° 02' 32"；東經126° 36' 86"
  - 有一条混凝土跑道走向为12/30（120/300°），海拔高度：40m，跑道長1,200公呎。

## 特產
- 海州梨：朝鮮名產，因為含有大量汁液，最高可達15.7％；個子特大，每隻能達400克；亦能長期儲藏，所以直到春季也能保持得很新鮮。每年10月下旬收穫的「海州梨」呈帶灰點的黃栗色，樣子不均勻。不僅能吃果實，還因為蛋白質、酸、腖的含量龐大，所以能製成酒、果露、梨汁、罐頭，而且海州梨樹的木質堅硬，因此適用於製造各種傢具。
- 特產墨和硯臺

## 广播频道
朝鲜中央广播电台在海州市设有中波发射台，播出频率是1080千赫，单机发射功率达到1500千瓦，其单机发射功率之大，名列东亚第一（与在韩国唐津市发射的KBS韩民族放送并列），白天在朝鲜、韩国的绝大部分地区、中国东部沿海地区及日本九州、京都府北部日本海沿岸地区可以收听到由海州发射台1500千瓦发射机转播发射的朝鲜中央广播电台节目，夜间可覆盖朝鲜半岛全境、俄罗斯远东地区、中国大陆的大部分地区以及日本全国。该台除转播平壤朝鲜中央广播电台的节目外，还有自办的节目，主要播送海州市本地的新闻。

## 名人
- 李承晚
- 金九
- 安重根